# تاج المساجد
تاج المساجد هو مسجد يقع في مدينة بوبال في الهند، يعد أكبر مسجد في الهند.

## التاريخ
بدأ بناء المسجد في عهد الإمبراطور المغولي بهادر شاه ظفر من نواب شاه جهان بيكم بين فترتين الأولى (1844 - 1860) والثانية (1868 - 1901) في بوبال من قبل زوجة محمد خان، واستمر بنائه بعد موتها من قبل ابنتها السلطانة جهان بيكم حتى حياتها، لم يتم إكمال المسجد بسبب نقص الأموال، وبعد فترة طويلة بعد انتهاء حرب عام 1857، استؤنف البناء في عام 1971 بجهود كبيرة من العلامة محمد عمران خان الندوي الأزهري والسيد حشمت علي سحاب في بوبال، وتم الانتهاء من البناء بحلول عام 1985, وتم تجديد بوابة المدخل الشرقي باستخدام الزخارف القديمة من زخارف عام 1250 من المساجد السورية بمساهمة من أمير الكويت .

## العمارة
المسجد لديه واجهة وردية اللون، ولديه مآذن تصل ارتفاعها إلى 18 طابقا، المآذن مثمنة الشكل عالية الارتفاع مع وجود قباب مبنية من الرخام، يحتوي المسجد أيضا ثلاث قباب بصلية الشكل ضخمة الحجم، أما المدخل الرئيسي فقد بني من أعمدة جذابة وأرضيات المسجد مبنية من الرخام وهي مشابهة للعمارة المغولية أمثال المسجد الجامع بدلهي ومسجد بدشاهي في لاهور، يحتوي المسجد على فناء مع خزان كبير في وسطه، لها بوابة مزدوجة والقناطر مكونه من أربعة طوابق وتسعة فتحات متعددة الوجوه مفتوحة إلى قاعة الصلاة الرئيسية، تحتوي قاعة الصلاة مع أحد عشر قوس وعلى 27 عمود ضخم تتصل بالسقوف من خلال الأقواس .

## الصور

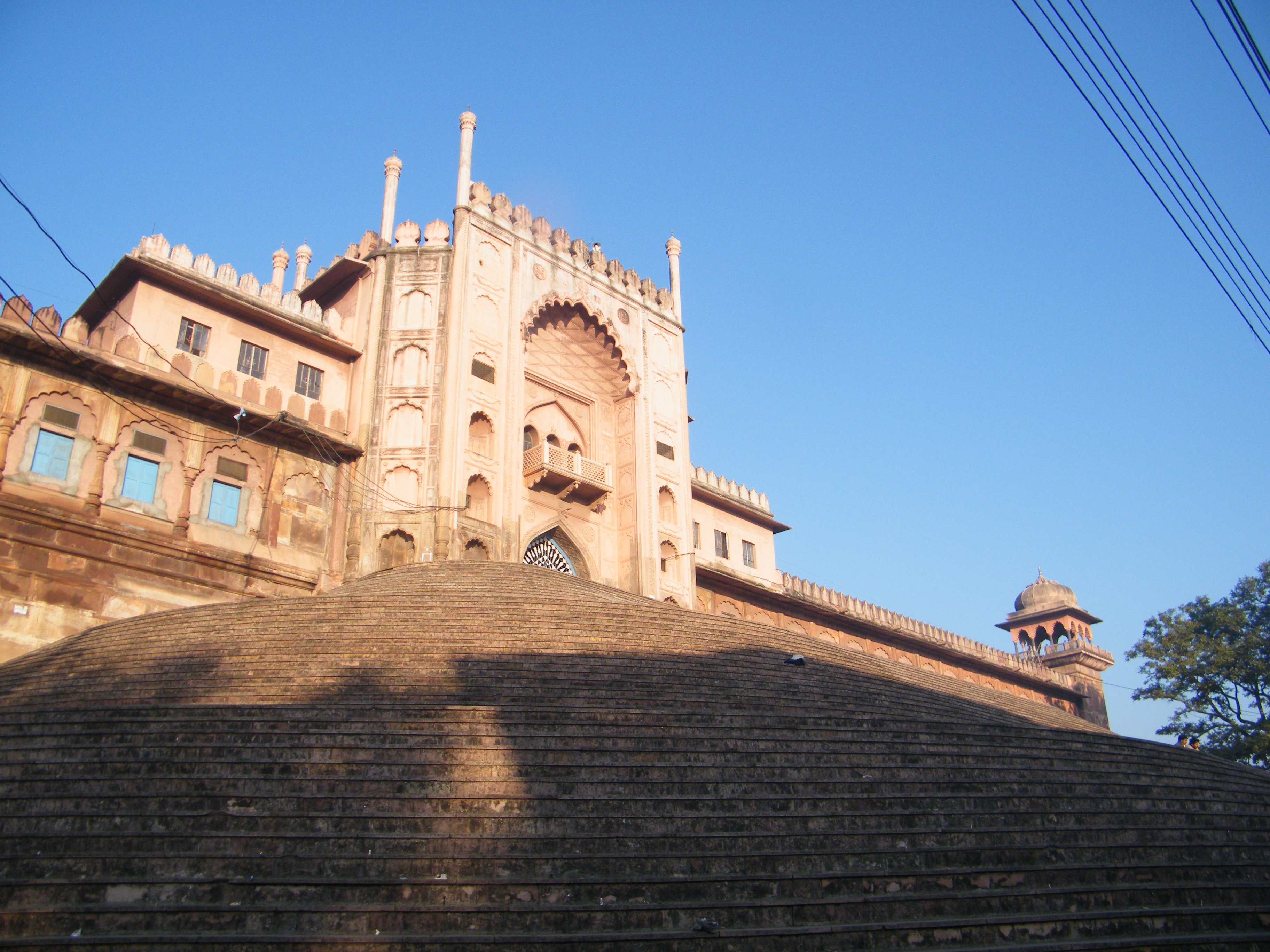
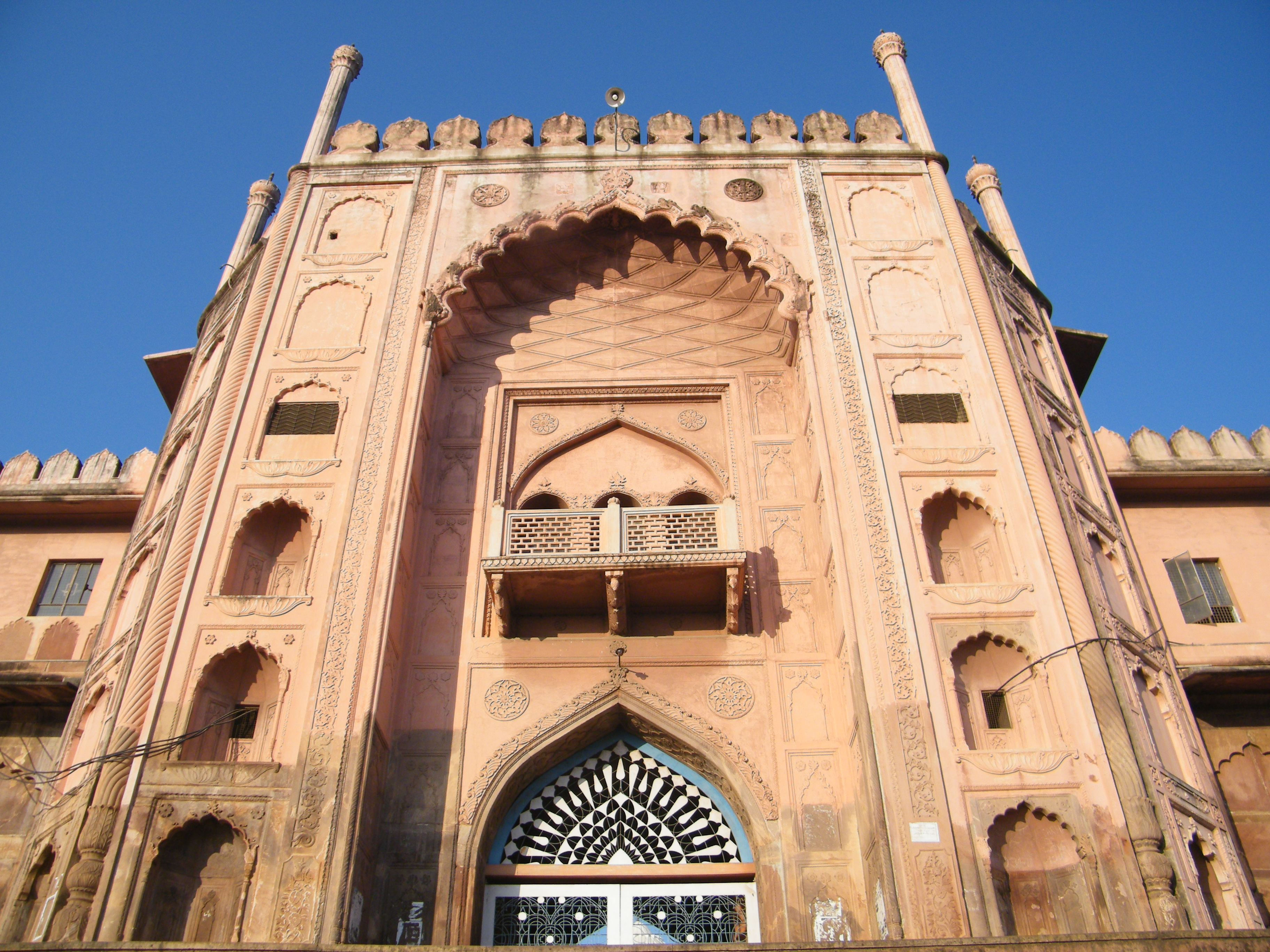
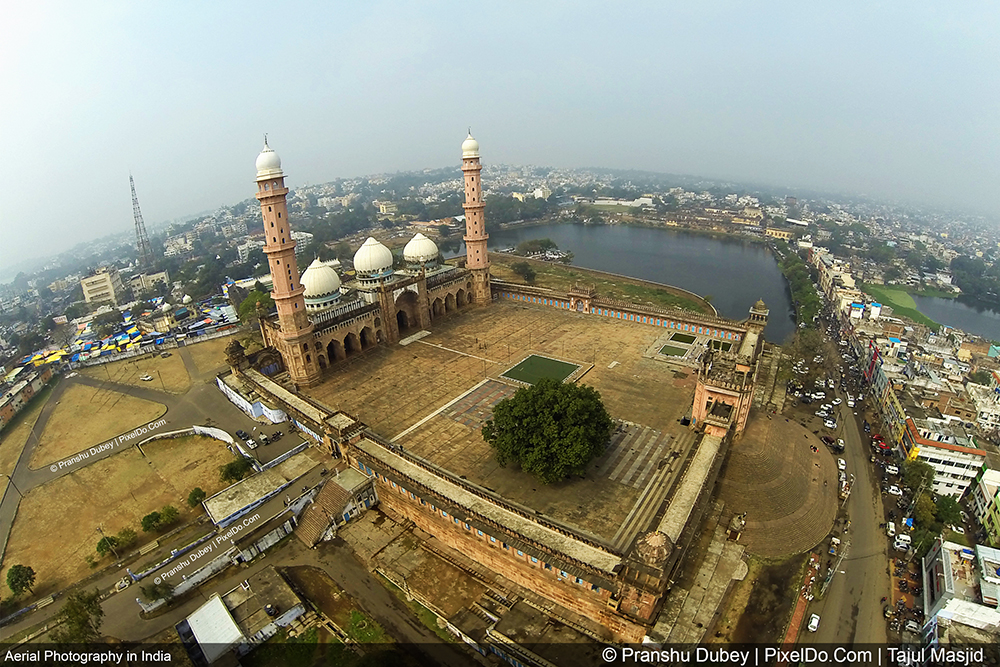